# Пневмонэктомия
Пневмонэктоми́я (пульмонэктоми́я) — хирургическая операция по полному удалению лёгкого.
Проводится в качестве оперативного лечения рака лёгкого, реже — в случае гнойных заболеваний лёгкого, при туберкулёзе. Операция проводится под наркозом.

## Ход операции
Для проведения пневмонэктомии производится торакотомия. Выделяется корень лёгкого (сосуды и бронхи), после чего производится удаление лёгкого. В случае, если операция назначена в связи с раком лёгкого, то в обязательном порядке из области корня лёгкого и прилежащих областей средостения удаляется жировая клетчатка с лимфоузлами. Чтобы уменьшить остаточную полость, в грудной клетке производится торакопластика.